# Lotta greco-romana ai Giochi della XIX Olimpiade - Pesi gallo
La competizione della categoria pesi gallo (fino a 57 kg) di lotta greco-romana dei Giochi della XIX Olimpiade si è svolta dal 23 al 26 ottobre 1968 all'Arena Insurgentes di Città del Messico.

## Formato
Ad ogni incontro venivano assegnate penalità secondo il risultato.
Con sei penalità o più il lottatore veniva eliminato.

## Risultati
| Legenda                                  | Legenda |
| ---------------------------------------- | ------- |
| Lottatore con 6 penalità o più Eliminato |         |

### 1º Turno
Si è disputato il 23 ottobre
| Vincitore         | Pen. | Risultato  | Sconfitto        | Pen. |
| ----------------- | ---- | ---------- | ---------------- | ---- |
| Ion Baciu         | 1    | Ai Punti   | Dave Hazewinkel  | 3    |
| Khristo Traykov   | 0    | Squalifica | Johnny Nielsen   | 4    |
| Ibrahim El-Sayed  | 1    | Ai Punti   | Rodolfo Guerra   | 3    |
| Jean Nakouzi      | 0    | Schienata  | Herb Singerman   | 4    |
| Koji Sakurama     | 1    | Ai Punti   | Roland Svensson  | 3    |
| Arthur Spaenhoven | 2,5  | = Parità = | Hartmut Puls     | 2,5  |
| Ivan Kochergin    | 0    | Schienata  | Fritz Stange     | 4    |
| János Varga       | 0    | Schienata  | Luís Grilo       | 4    |
| Othon Moskhidis   | 1    | Ai Punti   | Karlo Čović      | 3    |
| Risto Björlin     | 0    | Schienata  | Javier Raxón     | 4    |
| An Cheon-Yeong    | 1    | Ai Punti   | Khalifa Karouane | 3    |
| Kaya Öczan        | 1    | Ai Punti   | Józef Lipień     | 3    |

### 2º Turno
Si è disputato il 24 ottobre
| Vincitore         | Pen. | Risultato  | Sconfitto        | Pen. |
| ----------------- | ---- | ---------- | ---------------- | ---- |
| Dave Hazewinkel   | 3    | Schienata  | Johnny Nielsen   | 8    |
| Ion Baciu         | 2    | Ai Punti   | Khristo Traykov  | 3    |
| Ibrahim El-Sayed  | 1    | Schienata  | Herb Singerman   | 8    |
| Rodolfo Guerra    | 4    | Ai Punti   | Jean Nakouzi     | 3    |
| Arthur Spaenhoven | 3,5  | Ai Punti   | Roland Svensson  | 6    |
| Koji Sakurama     | 1    | Schienata  | Hartmut Puls     | 6,5  |
| Fritz Stange      | 5    | Ai Punti   | Luís Grilo       | 7    |
| János Varga       | 1    | Ai Punti   | Ivan Kochergin   | 3    |
| Karlo Čović       | 4    | Ai Punti   | Risto Björlin    | 3    |
| Othon Moskhidis   | 1    | Schienata  | Javier Raxón     | 8    |
| Kaya Öczan        | 2    | Ai Punti   | Khalifa Karouane | 6    |
| An Cheon-Yeong    | 3    | = Parità = | Józef Lipień     | 5    |

### 3º Turno
Si è disputato il 25 ottobre
| Vincitore         | Pen. | Risultato  | Sconfitto        | Pen. |
| ----------------- | ---- | ---------- | ---------------- | ---- |
| Dave Hazewinkel   | 3    | Squalifica | Khristo Traykov  | 7    |
| Ion Baciu         | 3    | Ai Punti   | Ibrahim El-Sayed | 4    |
| Koji Sakurama     | 1    | Schienata  | Rodolfo Guerra   | 8    |
| Arthur Spaenhoven | 4,5  | Ai Punti   | Jean Nakouzi     | 6    |
| Ivan Kochergin    | 4    | Ai Punti   | Karlo Čović      | 7    |
| János Varga       | 2    | Ai Punti   | Othon Moskhidis  | 4    |
| Risto Björlin     | 3    | Schienata  | Józef Lipień     | 9    |
| An Cheon-Yeong    | 4    | Ai Punti   | Kaya Öczan       | 5    |
| Fritz Stange      | 5    | Esentato   |                  |      |

### 4º Turno
Si è disputato il 25 ottobre
| Vincitore        | Pen. | Risultato  | Sconfitto         | Pen. |
| ---------------- | ---- | ---------- | ----------------- | ---- |
| Ibrahim El-Sayed | 5    | Ai Punti   | Dave Hazewinkel   | 6    |
| Ion Baciu        | 5,5  | = Parità = | Koji Sakurama     | 3,5  |
| Ivan Kochergin   | 5    | Ai Punti   | Arthur Spaenhoven | 7,5  |
| János Varga      | 3    | Ai Punti   | Risto Björlin     | 6    |
| Othon Moskhidis  | 5    | Ai Punti   | An Cheon-Yeong    | 7    |
| Kaya Öczan       | 5    | Esentato   |                   |      |

### 5º Turno
Si è disputato il 26 ottobre
| Vincitore       | Pen. | Risultato | Sconfitto        | Pen. |
| --------------- | ---- | --------- | ---------------- | ---- |
| Ion Baciu       | 5,5  | Schienata | Kaya Öczan       | 9    |
| Ivan Kochergin  | 5    | Schienata | Ibrahim El-Sayed | 9    |
| János Varga     | 4    | Ai Punti  | Koji Sakurama    | 6,5  |
| Othon Moskhidis | 5    | Esentato  |                  |      |

### 6º Turno
Si è disputato il 26 ottobre
| Vincitore       | Pen. | Risultato  | Sconfitto      | Pen. |
| --------------- | ---- | ---------- | -------------- | ---- |
| Othon Moskhidis | 7.5  | = Parità = | Ivan Kochergin | 7,5  |
| János Varga     | 6    | = Parità = | Ion Baciu      | 7,5  |

### Turno finale
| Vincitore | Pen. | Risultato  | Sconfitto       | Pen. |
| --------- | ---- | ---------- | --------------- | ---- |
| Ion Baciu |      | Schienata  | Othon Moskhidis |      |
| Ion Baciu |      | Squalifica | Ivan Kochergin  |      |

## Classifica finale
| Pos.    | Atleta            | Nazione          |
| ------- | ----------------- | ---------------- |
| Oro     | János Varga       | Ungheria         |
| Argento | Ion Baciu         | Romania          |
| Bronzo  | Ivan Kochergin    | Unione Sovietica |
| 4       | Othon Moskhidis   | Grecia           |
| 5       | Koji Sakurama     | Giappone         |
| 6       | Ibrahim El-Sayed  | Rep. Araba Unita |
| 6       | Kaya Öczan        | Turchia          |
| 8       | Risto Björlin     | Finlandia        |
| 8       | Dave Hazewinkel   | Stati Uniti      |
| 10      | An Cheon-Yeong    | Corea del Sud    |
| 11      | Arthur Spaenhoven | Belgio           |
| 12      | Jean Nakouzi      | Libano           |
| 13      | Khristo Traykov   | Bulgaria         |
| 13      | Karlo Čović       | Jugoslavia       |
| 15      | Rodolfo Guerra    | Messico          |
| 16      | Józef Lipień      | Polonia          |
| 17      | Fritz Stange      | Germania Ovest   |
| 18      | Khalifa Karouane  | Marocco          |
| 18      | Roland Svensson   | Svezia           |
| 20      | Hartmut Puls      | Germania Est     |
| 21      | Luís Grilo        | Portogallo       |
| 22      | Herb Singerman    | Canada           |
| 22      | Johnny Nielsen    | Danimarca        |
| 22      | Javier Raxón      | Guatemala        |